# کاکاشی هاتاکه
کاکاشی هاتاکه (به ژاپنی: はたけ カカシ ,Hatake Kakashi) یک شخصیت خیالی در مجموعه مانگا و انیمه ناروتو که توسط ماساشی کیشیموتو خلق شده‌است. در داستان سری اول، کاکاشی مربی و رهبری تیم ۷ که شامل شخصیت‌های کلیدی این سری، یعنی ناروتو اوزوماکی، ساسوکه اوچیها و ساکورا هارونو هستند را بر عهده دارد. او در ابتدا به مانند یک آدم سرد و بی‌احساس به تصویر کشیده می‌شد، اما با جلوتر رفتن داستان وفاداری او نسبت دوستان و شاگردانش بیشتر آشکارا شد. نام خانوادگی او "Hatake" به معنی کشتزار و "Kakashi" به معنی مترسک است.

## تاریخچه
کاکاشی در ابتدا به مانند یک آدم تنبل و غیرقابل اعتماد به تصویر کشیده می‌شد، اگرچه او یک نینجای ماهر و استثنایی بود، او در کودکی بسیار زیرک بود و توانست رتبه چونین را در سن ۶ سالگی بدست بیاورد و در ۱۳ سالگی تبدیل به یک جونین شد. پدر او ساکومو هاتاکه ملقب به نیش سفید کونوها و یک نینجای نابغه در کنار سانین‌های افسانه‌ای بود (شاگردان مشهور هوکاگهٔ سوم: اوروچیمارو، جیرایا و سوناده).
داستان حاشیه‌ای کاکاشی در قسمت ۲۳۹ با نام گیدن ۱: مأموریت آغاز! شروع می‌شود. در این قسمت به معرفی اعضای دیگر تیم گنین کاکاشی می‌پردازد که امتحان پایانی چونین را در مانگا به تصویر می‌کشد. مربی که مسئولیت تیم کاکاشی را به عهده داشت هوکاگه چهارم بود و اعضای تیم او شامل رین، دختری که یک نینجای پزشک بود و اوبیتو اوچیها. داستان از شبی که کاکاشی در حال تبدیل شدن به یک جونین و رهبر تیم است شروع می‌شود و مأموریت در وسط نبرد بین سنگ پنهان و برگ پنهان شروع می‌شود.
کاکاشی در اوایل مجموعه چندین بار به اوبیتو اشاره می‌کند، او یکی از اعضای خاندان اوچیها است، اما برخلاف اعضای دیگر خاندان اوچیها مانند ساسوکه و ایتاچی، اوبیتو در اخلاق و رفتار و حتی قابلیت‌های نینجایی بسیار به ناروتو شباهت داشت. در ابتدا اوبیتو قابلیت شارینگان را نداشت. او توانست در قسمت ۲۴۲ شارینگان را فعال کند. داستان حاشیه‌ای همچنین دربارهٔ چگونگی به وجود آمدن زخم چشم چپ کاکاشی نیز توضیح می‌دهد. در قسمت ۲۴۲ مانگا، زخم چشم چپ کاکاشی در حین مبارزه با نینجای سنگی به وجود می‌آید. کاکاشی نینجای سنگی را شناسایی کرده و به اعضای تیم خود اعلام خطر می‌کند، اوبیتو اوچیها که بسیار کند واکنش نشان می‌داد، کاکاشی خود را جلوی او پرتاب کرد تا او را از کونای دشمن نجات دهد و نتیجه آن زخمی بود که بر روی چشم چپ او ایجاد شد و چشم او را نابینا کرد.
در قسمت ۲۴۳ که مأموریت نجات رین از دست نینجای سنگی ادامه داشت، اوبیتو کاکاشی را از زیر سنگ در حال افتادن به کنار انداخت و تمامی قسمت راست بدنش در زیر سنگ خرد شدند و شکستند، زخم‌های او مرگبار بودند. اوبیتو شارینگان چپ خود را به کاکاشی پیشنهاد کرد که به عنوان آخرین هدیه جایگزین چشم کور شده خود کند، البته ابیتو نمرد و بعدها داستانش معلوم میشود. رین به‌طور موفقیت آمیزی چشم چپ اوبیتو را با چشم بلااستفاده کاکاشی تعویض نمود. چشم شارینگان اوبیتو تنها دارای دو توموء "Tomoe" بود، اما کاکاشی بعدها موفق شد آن را به مرحله سوم ببرد. هاتاکه کاکاشی در قسمت ۲۱۴ برای نجات جان شاگردش ساکورا هارونو مجبور شد با ساسوکه اوچیها به مبارزه بپردازد. کاکاشی در قسمت ۳۴۲ و ۳۴۳ با اتفاقی باورنکردنی روبرو می‌شود که آن هم دیدن دوباره اوبیتو، دوست دوران کودکی‌اش است که جان خود را از دست داده بود. پس از مبارزه‌ای طولانی بین اوبیتو که حالا به یکی از شخصیت‌های منفی سری در کنار مادارا اوچیها تبدیل شده بود، و وارد جنگ با تمام نینجاهای پنج کشور می‌شود. در انتها او توسط حرف‌های ناروتو و گذشته‌هایش دوباره به شخصیت سابق خود بازگشته و در کنار کاکاشی به مقابله با مادارا اوچیها می‌پردازد. پس از اتمام جنگ، کاکاشی به عنوان هوکاگه انتخاب می‌شود، اما بعد از گذشت چندین سال که دیگر پیر شده‌است، جای خود را به شاگردش ناروتو اوزوماکی می‌دهد.

شکل ظاهری مانگکیو شارینگان کاکاشی